# Niinivesi (sjö i S:t Michel, Södra Savolax)
Niinivesi är en sjö i kommunen S:t Michel i landskapet Södra Savolax i Finland. Sjön ligger 75,7 meter över havet. Den är 16,4 meter djup. Arean är 2,28 kvadratkilometer och strandlinjen är 16,61 kilometer lång. Sjön  ingår i Vuoksens huvudavrinningsområde.   Den ligger omkring 20 kilometer sydöst om S:t Michel och omkring 200 kilometer nordöst om Helsingfors. 
I sjön finns bland andra öarna Lamposaari och Hiisisaari. 
Genom Niinivesi går kanalen Outulanvirta kanal som förbinder Louhivesi och Paljavesi. Niinivesi ligger söder om Paljavesi. 